# Arend Glas
Arend Dirk Glas (Joure, 29 oktober 1968) is een Nederlands voormalig bobsleeër.

## Carrière
Glas maakte zijn eerste afdaling in een bobslee in 1992 in Igls (behorend tot de stad Innsbruck). Na twee jaar afdalingen te hebben gemaakt en te hebben getraind, bleek Glas een goede stuurder te zijn. Daarbij was hij, ondanks dat hij relatief laat met de sport was begonnen en geen ervaring in de atletiek had, explosief, wat van pas kwam bij het bobsleeën.
Glas was de captain van zijn team en zowel in de tweemansbob als in de viermansbob actief. Tijdens de Olympische Winterspelen 2002 in Salt Lake City deed Glas voor het eerst met zijn team mee aan de Olympische Spelen. Hij eindigde op de zestiende plaats met de tweemansbob (met Marcel Welten) en als zeventiende met de viermansbob (met Welten, Timothy Beck en Arnold van Calker). Met name in de viermansbob was gehoopt op beter, aangezien het team als vijfde was geëindigd in de World Cup. In de race werd het team echter getroffen door materiaalpech.
Met enige moeite kwalificeerde het team zich ook voor de Olympische Winterspelen 2006 in Turijn. In Turijn trad Glas in de tweemansbob aan met Sybren Jansma, terwijl hij samen met Jansma, Vincent Kortbeek en Arno Klaassen in de viermansbob stapte. In de tweemansbob geraakten Glas en Jansma na vier runs tot een negentiende plaats. De viermansbob leek in eerste instantie voor een aanzienlijk betere prestatie te zorgen, maar de twaalfde plaats na de eerste run kon niet worden vastgehouden en het team eindigde als zestiende.
Als captain was Glas voortdurend bezig met het scouten van potentiële bobsleeërs, om het niveau in Nederland omhoog te trekken. Hij was organisator van Bobstart Groningen, een meerdaagse en internationale bobsleestartwedstrijd die van 1993 tot en met 2005 werd gehouden op de Grote Markt in Groningen.
Na zijn actieve carrière werd Glas vooral actief als coach en manager, onder meer als bondscoach van Bobsleigh France gedurende het seizoen 2007-2008.

## Privéleven
Glas kwam buiten de bobsleebaan in de publiciteit vanwege zijn lidmaatschap van de CP'86. Anti-fascistenorganisatie Kafka onthulde in 1998 het lidmaatschap, wat in 2002 tot een rel leidde op het moment dat Glas op het punt stond zich te kwalificeren voor de Olympische Spelen.
Alhoewel Glas vanaf jonge leeftijd politiek actief was in de rechtse scene, is zijn exacte rol vaag gebleven. Het is waarschijnlijk vooral bekend geworden vanwege het feit dat hij zich heeft ontwikkeld tot topsporter en olympisch atleet. Nadat hij in opspraak was geraakt, nam Glas in een tv-interview publiekelijk afstand van de politieke ideeën van extreemrechts. In de campagne voor de Tweede Kamerverkiezingen van 2021 uitte hij zich echter als aanhanger van Forum voor Democratie.
Glas is doctorandus in de bedrijfseconomie en manager van Bobsleigh Support & Bobstart. Op 13 oktober 2019 overleed de partner van Glas, Bea Hekhuis, aan borstkanker.